# Phytomyza crassiseta
Phytomyza crassiseta este o specie de muște din genul Phytomyza, familia Agromyzidae, descrisă de Zetterstedt în anul 1860. Conform Catalogue of Life specia Phytomyza crassiseta nu are subspecii cunoscute.